# Jean Dassier
Jean Dassier (Ginevra, 17 agosto o 17 ottobre 1676 – Ginevra, 12 novembre 1763) è stato un medaglista svizzero.

## Biografia

### Famiglia
Originaria di Lione, la famiglia Dassier si rifugiò a Ginevra in seguito alla Notte di san Bartolomeo. Jean Dassier era figlio di Domaine Dassier (1640-1719), nominato incisore della Zecca della Repubblica di Ginevra, e di Sara Le Grand. La coppia ebbe sei figli, tra cui Paul (1681-1768), anch'egli medaglista.
Nel 1703 Jean Dassier sposò Anne Prévost-Gaudy ed ebbero due figli, anch'essi medaglisti, Jacques-Antoine (1715-1759) e Antoine (1718-1780), che incise pochissimo. Antoine era il padre di Pierre Dassier, generale al servizio della Francia e antenato di Gustave Ador, presidente della Confederazione svizzera nel 1919-1920.
I Dassier furono gli unici medaglisti del loro secolo ad essere citati nell'Encyclopédie di Diderot e d'Alembert.

### Carriera
Dopo aver studiato a Parigi con Jean Mauger e Jean Roëttiers, Jean Dassier divenne assistente del padre Domaine.
Nel 1712 fu ammesso come maestro alla corporazione degli orafi insieme al fratello Paul. Nel 1720, Jean Dassier succede al padre come incisore della Repubblica. Successivamente incise :
- nel 1711: Le Metamorfosi di Ovidio (60 medaglie) con il francese Jérôme Roussel;
- nel 1723: Gli uomini illustri del secolo di Luigi XIV;
- nel 1725-1728: I riformatori della Chiesa.

Dopo due viaggi a Londra nel 1728 e nel 1731, incise due serie: I re d'Inghilterra e Britannici famosi.
La serie della Storia della Repubblica Romana (1740-1743) rimane comunque la più ricercata, ed è stata oggetto di un libro pubblicato nel 1778.
Nel 1738 Dassier fu nominato membro del Consiglio dei Duecento e conosceva molto bene Jean-Jacques Rousseau (1712-1778), essendo anch'egli cittadino di Ginevra.
Nel 1753 ottenne da Montesquieu il permesso d'incidere una medaglia con la menzione Hinc Jura.
Alla sua morte, il figlio Jacques-Antoine prese il suo posto come incisore alla Zecca di Gienvra. La "Dassier et fils" continuò a produrre casse per orologi, ma non incise più medaglie.

## Galleria d'immagini

Opere di Jean Dassier
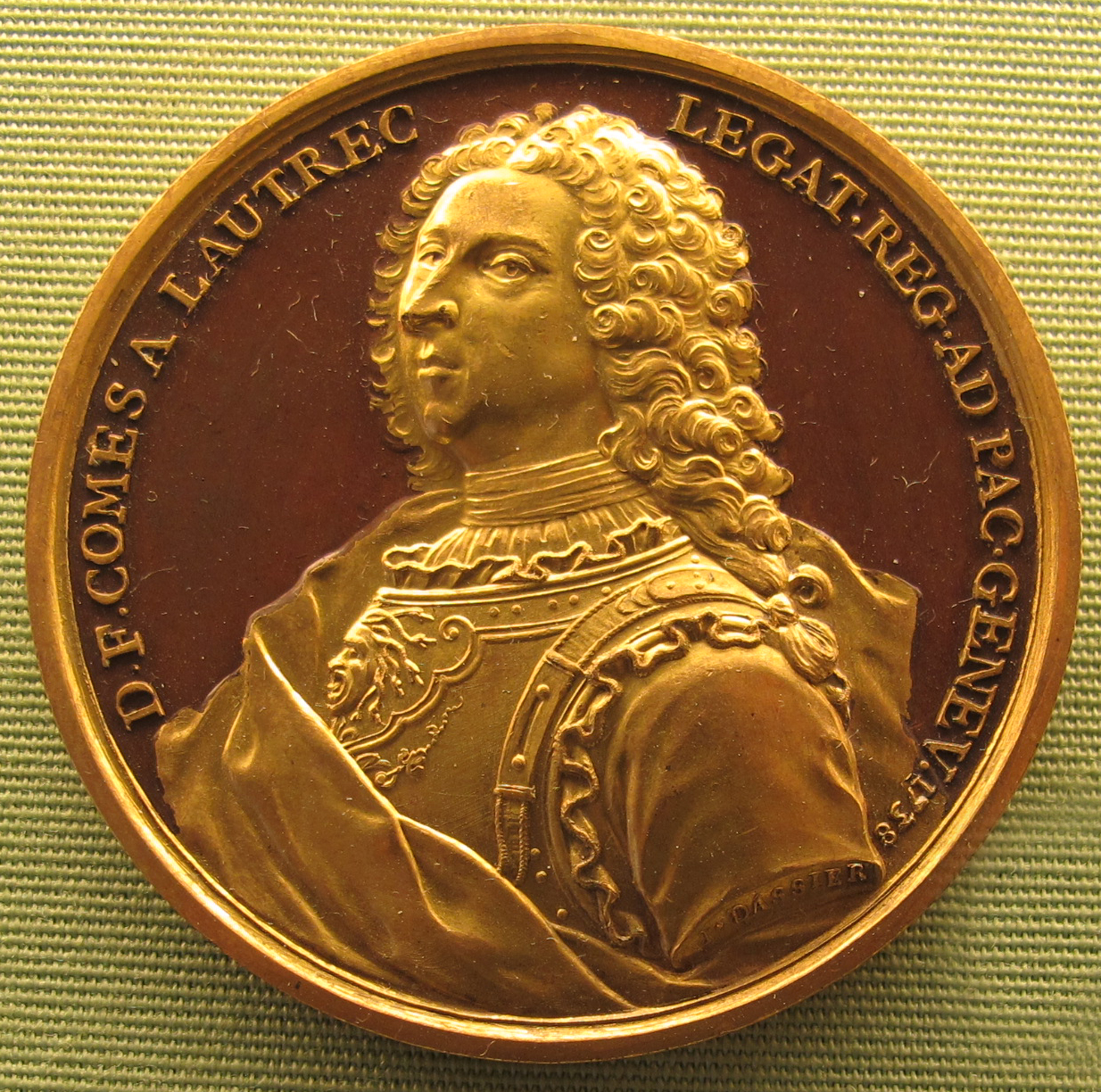
Daniel François de Gélas de Lautrec
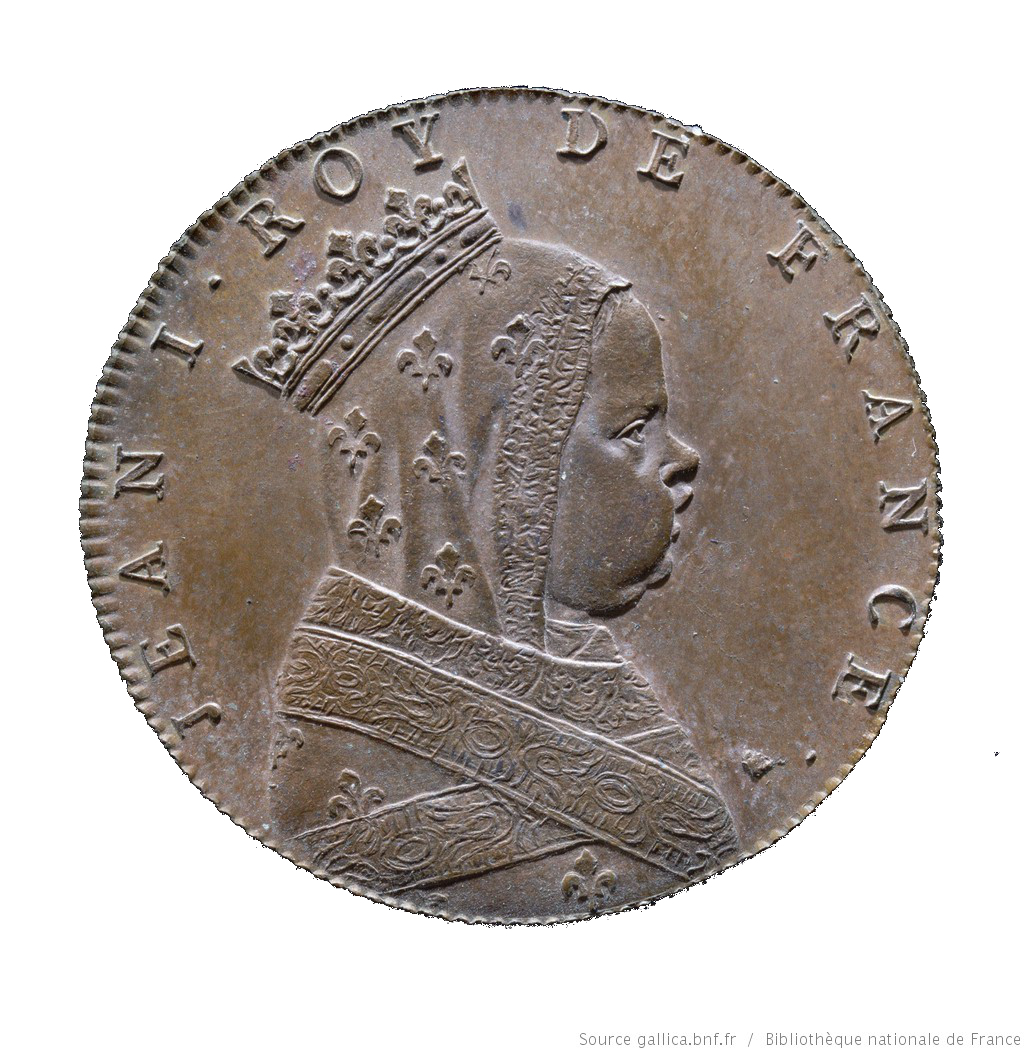
Giovanni I di Francia
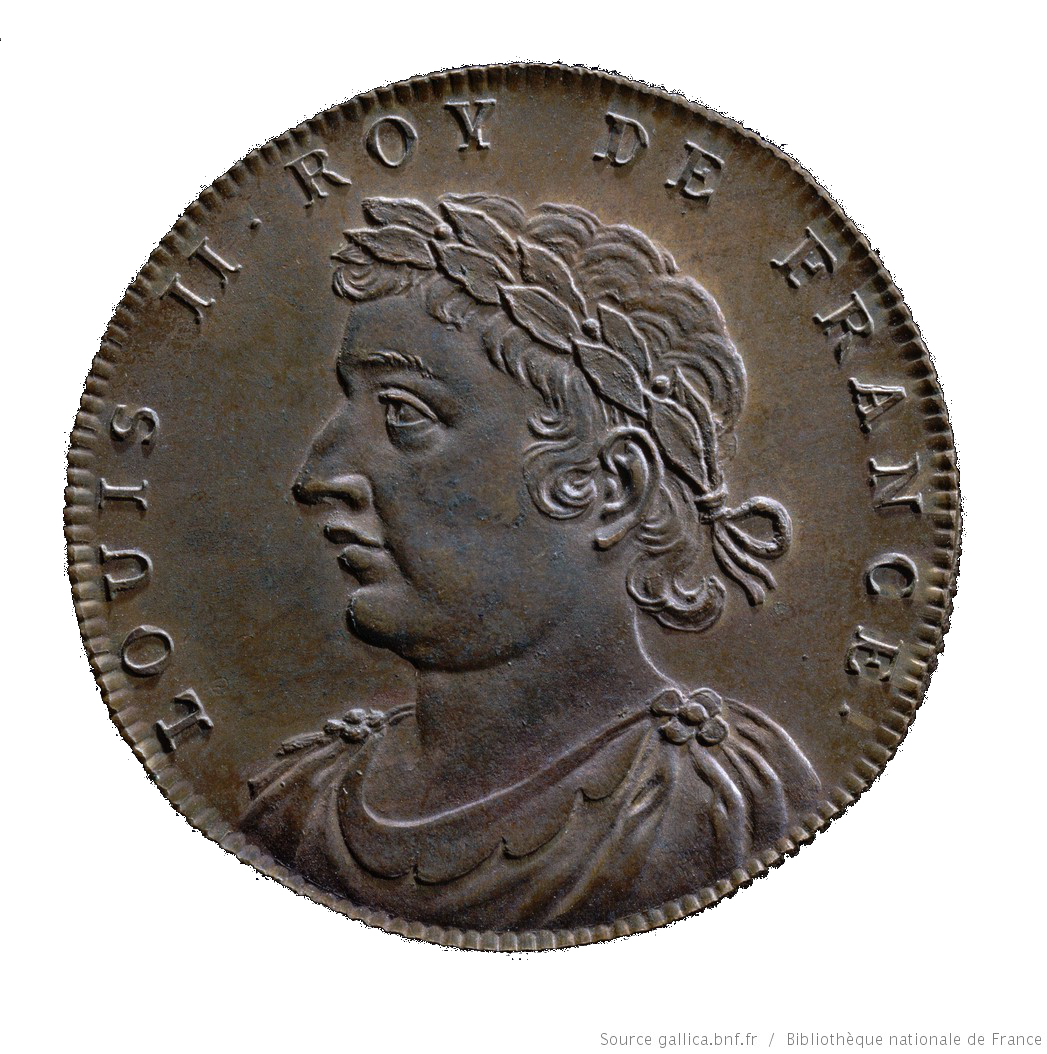
Luigi II di Francia
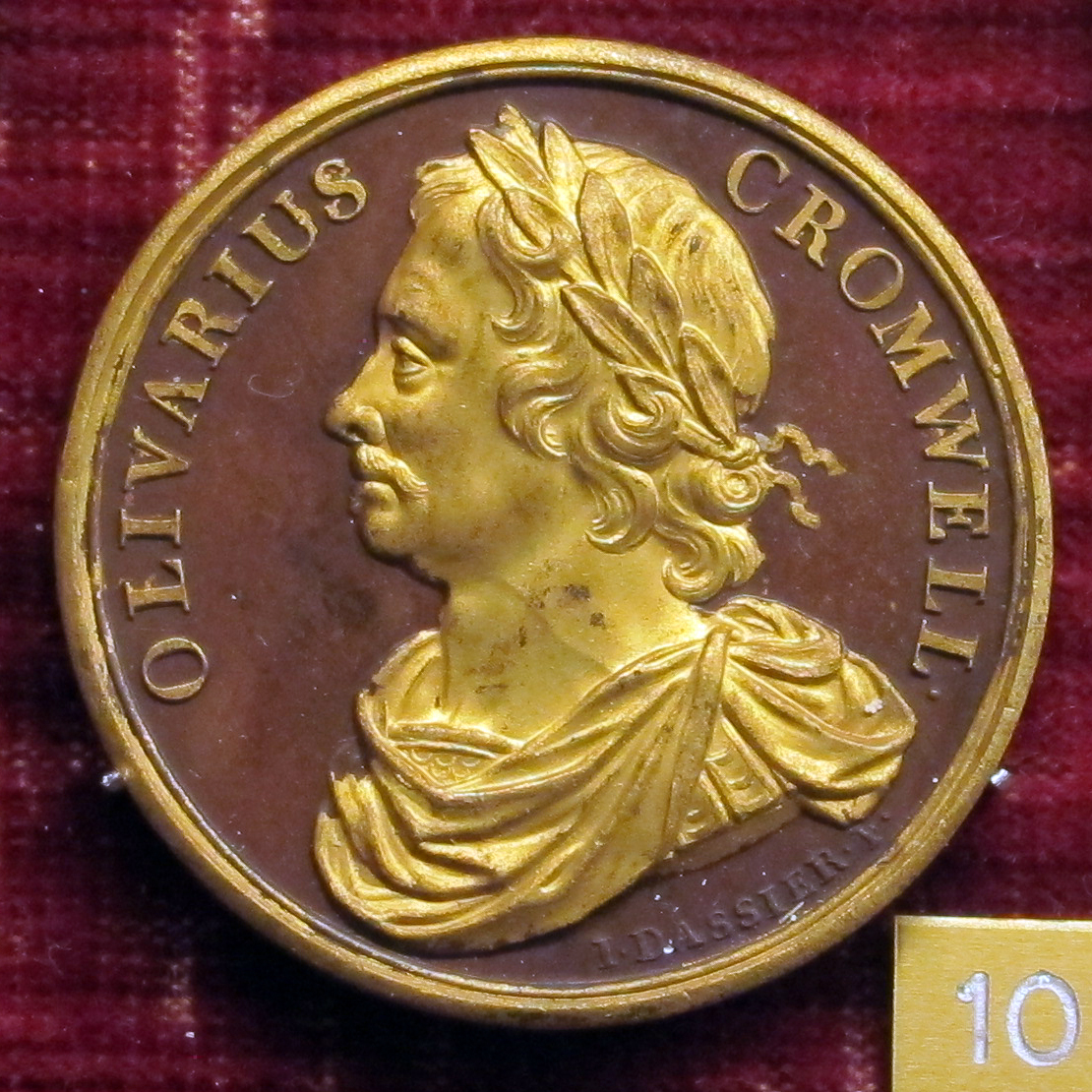
Oliver Cromwell